# Rodolfo I de Borgoña

El reino de Borgoña tras el Jura (en verde)

Rodolfo I de Borgoña (en francés: Rodolphe I de Bourgogne (nacido hacia 859, fallecido el 25 de octubre de 912), fue rey de Borgoña (Alta Borgoña desde su elección en 888 hasta su muerte.

## Biografía
Pertenecía a la casa de Welf (los llamados güelfos) y era hijo de Conrado II de Borgoña, conde de Auxerre, del que heredó la abadía de San Mauricio de Agaune, lo que lo convirtió en el personaje más poderoso de la Alta Borgoña (condado de Saboya, Valais, Franco Condado y Suiza occidental). 
Después que Carlos III el Gordo fuese depuesto y muerto, los nobles y principales miembros del clero de la Alta Borgoña se reunieron en San Mauricio (Valais) y en enero de 888 proclamaron a Rodolfo rey. En la primavera de 888 fue coronado rey de Borgoña y de Lotaringia en la ciudad de Toul por el obispo Arnaud (Arnald). Además proclamó tener derechos para tomar, como tomó, la parte más grande de Alsacia y de Lorena. Su elección fue discutida por Arnulfo de Carintia, quien forzó rápidamente a Rodolfo a abandonar la Lotaringia a cambio de reconocerlo rey de Borgoña. Sin embargo, las hostilidades entre Rodolfo y Arnulfo continuaron intermitentemente hasta 894. 
Rodolfo mantuvo excelentes relaciones con sus otros vecinos; su hermana Adelaida se casó con Ricardo el Justiciero, duque de Borgoña.

## Genealogía
Desposó antes de 885 a Guilla de Provenza, hija de Bosón V de Provenza:
- Rodolfo II de Borgoña (†937), lo sucedió.
- Luis († ap. 937), conde en Thurgau.
- Willa de Borgoña († ap. 936), se casó con Bosón de Arlés (885 - † 936), conde de Vaison, hijo de Teobaldo de Arlés y Berta (hija de Lotario II de Lotaringia), más conocido como Bosón VI de Provenza.
- Waldrada de Borgoña casó con Bonifacio[2] († ap. 953), hijo del conde Hucbald de Bolonia, marqués y duque de Spoleto.
- Adelaida[3] (?-943), se casó con Luis III el Ciego (880-928), rey de Provenza.